# Selsingen
Selsingen är en kommun och ort i Landkreis Rotenburg i förbundslandet Niedersachsen i Tyskland.
Kommunen ingår i kommunalförbundet Samtgemeinde Selsingen tillsammans med ytterligare åtta kommuner.